# 窪田忍
窪田 忍（くぼた しのぶ、1991年12月12日 - ）は、日本の陸上競技選手、専門は長距離走・マラソン。福井県鯖江市出身。鯖江高等学校卒業。駒澤大学経済学部経済学科卒業。駒澤大学入学後に台頭し、1年目から主力として活躍し、トヨタ自動車、九電工に所属後、2024年現役を引退。

## 経歴
中学時代は硬式テニス部。鯖江高校入学後から本格的に陸上を始める。インターハイや全国高校駅伝に出場。卒業後は駒澤大学に入学。1年目から主力として活躍し、2年連続で箱根駅伝で区間賞を獲得するなど活躍。ロードでの安定感は長距離界屈指である。学生時代からマラソンに挑戦するなど、ナイキ・オレゴン・プロジェクト所属大迫傑（早稲田大学卒業）や日立物流所属設楽啓太・honda所属設楽悠太（共に東洋大学卒業）、日立物流所属服部翔大（日本体育大学卒業）、トヨタ自動車所属宮脇千博など同世代の有力選手らとともにホープとして期待された。
駒澤大学3年生時の2013年3月に、第68回びわ湖毎日マラソンへ初マラソンに挑戦。結果は2時間15分48秒の総合28位・日本人20着に留まった。
2014年トヨタ自動車に入社。期待のルーキーとして迎えた2015年の全日本実業団駅伝ではルーキーながらエース区間の4区を任される。3区を走った窪田と同い年のチームのエース宮脇千博から襷を受け取ると、10キロを27分36秒という驚異的なハイペースで飛ばし、襷を受け取った時点で28秒もあった先頭との差をわずか3.7キロで詰め、同じくルーキーながら4区を任されたコニカミノルタ(当時)の設楽啓太と激しい先頭争いを繰り広げた。前半のハイペースが影響し終盤失速したものの先頭で中継した設楽啓太から4秒差の2位で中継（区間3位)した。区間賞こそならなかったものの、チームの4年ぶり2度目の優勝に大きく貢献した。
しかしその後は故障続きで、公式レースに出られない日々が続いた。2018年元旦のニューイヤー駅伝で6区へ久々に出場、区間3位・総合3位と復活。同年2月の第46回全日本実業団ハーフマラソンにも出走した（総合60位・1時間05分28秒）。
5年ぶり2回目のフルの部出場となった、2018年3月の第73回びわ湖毎日マラソン（MGCシリーズ第4弾・2020年東京オリンピック選考会）では、気温15度を超える高温の悪コンディションの中、30km地点まで先頭集団に積極果敢についていき、ペースメーカーが外れた直後に一時トップに立った。だが、優勝者のマチャリア・ディラング（愛知製鋼・ケニア出身）らが仕掛けたロングスパートにはついていけず、ズルズルと後退。その後37km過ぎ、後方から追い上げてきた中村匠吾（富士通）と今井正人（トヨタ自動車九州）にあっさり抜かれると、以降は完全にスローダウン。フラフラに近い状況で次々と日本人選手らに追い越されてしまい、結局2時間19分18秒の総合28位と辛うじての完走に終わった。
2021年4月九電工に移籍。
2024年3月九電工を退部。

## 人物・エピソード
右利きである。責任感が強い。3年生時では学生駅伝三冠が期待されながら、その初戦である出雲駅伝で惨敗したことを受け（大八木弘明監督をして「6区以外は全然ダメ」と言わしめたように、窪田自身は求められた仕事をしていた）、「甘さがあった」として頭をおにぎりのように丸めた。
ヘルメット（一部ではキノコとも）のような髪型がトレードマークである。
周囲からは晴れ男と認識されがちだが、本人は雨男と自認している。
好きなミュージシャンはCreepy Nuts。
好きな女性タレントはmiwa。
私生活では2018年4月に同じ陸上競技選手の前田彩里（ダイハツ）と結婚している。2020年に、第1子・長女が誕生。

## 自己記録
| 種目           | 記録          | 年             | 大会                                 | 備考                               |
| -------------- | ------------- | -------------- | ------------------------------------ | ---------------------------------- |
| 3000m          | 8分10秒25     | 2017年7月9日   | ホクレン・ディスタンスチャレンジ北見 |                                    |
| 5000m          | 13分41秒14    | 2014年4月29日  | 織田記念陸上                         |                                    |
| 10000m         | 27分54秒25    | 2014年11月29日 | 八王子ロングディスタンス             |                                    |
| ハーフマラソン | 1時間01分38秒 | 2012年3月18日  | 香川丸亀ハーフマラソン               | 日本歴代29位・日本人学生歴代4位    |
| マラソン       | 2時間13分02秒 | 2018年12月2日  | 福岡国際マラソン                     | 2018-2019シーズン MGCシリーズ第2弾 |

## 主な戦績

### 個人戦績
| 年   | 大会                               | 種目           | 順位 | 記録          |
| ---- | ---------------------------------- | -------------- | ---- | ------------- |
| 2011 | 第65回香川丸亀国際ハーフマラソン   | ハーフマラソン | 44位 | 1時間04分46秒 |
| 2012 | 第66回香川丸亀国際ハーフマラソン   | ハーフマラソン | 4位  | 1時間01分38秒 |
| 2012 | 第26回福岡国際クロスカントリー大会 | 10 km          | 8位  | 30分58秒      |
| 2012 | 第96回日本陸上競技選手権大会       | 10000m         | 5位  | 28分29秒45    |
| 2013 | 第68回びわ湖毎日マラソン           | フルマラソン   | 28位 | 2時間15分48秒 |
| 2013 | 第97回日本陸上競技選手権大会       | 10000m         | 7位  | 28分31秒50    |
| 2014 | 熊日30キロロードレース             | 30 km          | 9位  | 1時間33分17秒 |
| 2014 | 第98回日本陸上競技選手権大会       | 10000m         | 8位  | 28分43秒33    |
| 2018 | 第46回全日本実業団ハーフマラソン   | ハーフマラソン | 60位 | 1時間05分28秒 |
| 2018 | 第73回びわ湖毎日マラソン           | フルマラソン   | 28位 | 2時間19分41秒 |
| 2018 | 第72回福岡国際マラソン選手権大会   | フルマラソン   | 13位 | 2時間13分02秒 |

### 駅伝戦績

#### 大学駅伝
| 学年               | 出雲駅伝                              | 全日本大学駅伝               | 箱根駅伝                                |
| ------------------ | ------------------------------------- | ---------------------------- | --------------------------------------- |
| 1年生 （2010年度） | 第22回 4区-区間2位 17分55秒（区間新） | 第42回 6区-区間賞 36分03秒   | 第87回 7区-区間賞 1時間03分43秒         |
| 2年生 （2011年度） | 第23回 6区-区間賞 29分30秒            | 第43回 8区-区間3位 58分55秒  | 第88回 9区-区間賞 1時間09分06秒         |
| 3年生 （2012年度） | 第24回 6区-区間2位* 29分26秒          | 第44回 8区-区間2位* 57分32秒 | 第89回 2区-区間7位 1時間11分25秒        |
| 4年生 （2013年度） | 第25回 6区-区間1位 29分52秒           | 第45回 8区-区間3位* 58分17秒 | 第90回 9区-区間2位 1時間08分56秒歴代5位 |
| *は区間日本人1位   |                                       |                              |                                         |

#### 実業団駅伝
| 年度                   | 大会                                   | 所属         | 区間     | 区間順位 | 記録          | 総合順位                  |
| ---------------------- | -------------------------------------- | ------------ | -------- | -------- | ------------- | ------------------------- |
| 2014年度 （入社1年目） | 第54回中部実業団対抗駅伝競走大会       | トヨタ自動車 | 7区      | 区間賞   | 38分02秒      | トヨタ自動車優勝          |
| 2014年度 （入社1年目） | 第59回全日本実業団対抗駅伝競走大会     | トヨタ自動車 | 4区      | 区間3位  | 1時間03分03秒 | トヨタ自動車優勝          |
| 2015年度 （入社2年目） | 第55回中部実業団対抗駅伝競走大会       | トヨタ自動車 | 3区      | 区間賞   | 33分10秒      | トヨタ自動車優勝（2連覇） |
| 2015年度 （入社2年目） | 第60回全日本実業団対抗駅伝競走大会     | トヨタ自動車 | 4区      | 区間2位  | 1時間03分09秒 | トヨタ自動車優勝（2連覇） |
| 2016年度 （入社3年目） | 第56回中部・北陸実業団対抗駅伝競走大会 | トヨタ自動車 | 出走なし | 出走なし | 出走なし      | トヨタ自動車優勝（3連覇） |
| 2016年度 （入社3年目） | 第61回全日本実業団対抗駅伝競走大会     | トヨタ自動車 | 出走なし | 出走なし | 出走なし      | トヨタ自動車2位           |
| 2017年度 （入社4年目） | 第57回中部・北陸実業団対抗駅伝競走大会 | トヨタ自動車 | 出走なし | 出走なし | 出走なし      | トヨタ自動車優勝（4連覇） |
| 2017年度 （入社4年目） | 第62回全日本実業団対抗駅伝競走大会     | トヨタ自動車 | 6区      | 区間3位  | 36分32秒      | トヨタ自動車3位           |

#### 一覧
- 第12回都道府県駅伝 2区 9分11秒 区間41位
- 第58回高校駅伝 3区 24分59秒 区間19位
- 第59回高校駅伝 3区 24分47秒 区間14位
- 第14回都道府県駅伝 4区 14分41秒 区間7位
- 第60回高校駅伝 1区 30分18秒 区間20位
- 第15回都道府県駅伝 1区 20分38秒 区間12位
- 第22回出雲駅伝 4区 17分55秒 区間2位
- 第42回全日本大学駅伝 6区 36分03秒 区間賞
- 第87回箱根駅伝 7区 1時間03分43秒 区間賞
- 第23回出雲駅伝 6区 29分30秒 区間賞
- 第43回全日本大学駅伝 8区 58分55秒 区間3位
- 第88回箱根駅伝 9区 1時間09分06秒 区間賞
- 第17回都道府県駅伝 7区 38分17秒 区間6位
- 第24回出雲駅伝 6区 29分26秒 区間2位
- 第44回全日本大学駅伝 8区 57分32秒 区間2位
- 第89回箱根駅伝 2区 1時間11分25秒 区間7位
- 第25回出雲駅伝 6区 29分52秒 区間賞
- 第45回全日本大学駅伝 8区 58分17秒 区間3位
- 第90回箱根駅伝 9区 1時間08分56秒 区間2位
- 第19回都道府県駅伝 7区 38分11秒 区間11位
- 第59回全日本実業団対抗駅伝 4区 1時間03分03秒 区間3位
- 第60回全日本実業団対抗駅伝 4区 1時間03分02秒 区間2位

## 関連人物
- 大八木弘明 - 駒澤大学陸上競技部監督
- 上野渉
- 服部勇馬
- 宮脇千博